# 紀の川市立安楽川小学校
紀の川市立安楽川小学校（きのかわしりつ あらかわしょうがっこう）は、和歌山県紀の川市桃山町市場（旧・那賀郡桃山町）にある公立小学校。

## 沿革
- 1904年（明治37年）1月 - 開校。
- 1953年（昭和28年）1月1日 - 那賀郡安楽川村の町制施行に伴い、安楽川町立安楽川小学校と改称。
- 1956年（昭和31年）8月1日 - 安楽川町が周辺2村と合併し桃山町が発足したのに伴い、桃山町立安楽川小学校と改称。
- 2004年（平成16年）1月 - 創立100周年を迎える。
- 2005年（平成17年）11月7日 - 那賀郡5町合併による紀の川市発足に伴い、紀の川市立安楽川小学校と改称。
- 2008年（平成20年）4月 - 紀の川市立桃山小学校を統合。

## 通学区域
- 紀の川市
  - 竹房（一部）、桃山町市場、元、段、段新田、神田、最上、大原、善田、黒川、野田原、脇谷、垣内、中畑、峯、調月（一部）

卒業生は基本的に紀の川市立荒川中学校に進学する。

## 周辺
- 紀の川市立荒川中学校
- 紀の川市桃山支所（旧・桃山町役場）
- 桃山郵便局
- 国道424号

## アクセス
- JR西日本和歌山線 下井阪駅から南へ2km
- 紀の川市地域巡回バス桃山路線・紀の川コミュニティバス 市場にて下車

## 通学区域が隣接している学校
- 紀の川市立調月小学校
- 紀の川市立東貴志小学校
- 紀美野町立野上小学校
- 紀美野町立下神野小学校
- かつらぎ町立笠田小学校・かつらぎ町立渋田小学校から選択可能な区域。
- 紀の川市立麻生津小学校
- 紀の川市立竜門小学校
- 紀の川市立田中小学校
- 岩出市立岩出小学校